# Richmond County (Georgia)
Das Richmond County ist ein County im Bundesstaat Georgia der Vereinigten Staaten. Der Verwaltungssitz (County Seat) ist Augusta, benannt nach Augusta von Sachsen-Gotha, der Princess of Wales und war auch von 1785 bis 1795 die Hauptstadt von Georgia.

## Geographie
Das County liegt im Nordosten von Georgia, an der Grenze zu South Carolina und hat eine Fläche von 851 Quadratkilometern, wovon elf Quadratkilometer Wasseroberfläche sind, und grenzt im Uhrzeigersinn an folgende Countys: Burke County, Jefferson County, McDuffie County und Columbia County.
Das County ist Teil der Metropolregion Augusta.

## Geschichte
Richmond County wurde am 5. Februar 1777 als Original County gebildet. Benannt wurde es nach dem britischen Herzog von Richmond. Aus dem Richmond County wurden später folgende Countys gebildet: Columbia County, Glascock County und McDuffie County sowie Teile der Countys: Jefferson County und Warren County.

## Demografische Daten
Laut der Volkszählung von 2010 verteilten sich die damaligen 200.549 Einwohner auf 76.924 bewohnte Haushalte, was einen Schnitt von 2,47 Personen pro Haushalt ergibt. Insgesamt bestehen 86.331 Haushalte.
63,2 % der Haushalte waren Familienhaushalte (bestehend aus verheirateten Paaren mit oder ohne Nachkommen bzw. einem Elternteil mit Nachkomme) mit einer durchschnittlichen Größe von 3,09 Personen. In 33,6 % aller Haushalte lebten Kinder unter 18 Jahren sowie in 22,3 % aller Haushalte Personen mit mindestens 65 Jahren.
28,2 % der Bevölkerung waren jünger als 20 Jahre, 29,8 % waren 20 bis 39 Jahre alt, 25,7 % waren 40 bis 59 Jahre alt und 16,4 % waren mindestens 60 Jahre alt. Das mittlere Alter betrug 33 Jahre. 48,4 % der Bevölkerung waren männlich und 51,6 % weiblich.
39,7 % der Bevölkerung bezeichneten sich als Weiße, 54,2 % als Afroamerikaner, 0,3 % als Indianer und 1,7 % als Asian Americans. 1,5 % gaben die Angehörigkeit zu einer anderen Ethnie und 2,6 % zu mehreren Ethnien an. 4,1 % der Bevölkerung bestand aus Hispanics oder Latinos.
Das durchschnittliche Jahreseinkommen pro Haushalt lag bei 38.595 USD, dabei lebten 25,2 % der Bevölkerung unter der Armutsgrenze.

## Orte im Richmond County
Orte im Richmond County mit Einwohnerzahlen der Volkszählung von 2010:
Cities:
- Augusta (County Seat) – 195.844 Einwohner
- Blythe – 721 Einwohner
- Hephzibah – 4.011 Einwohner